# 九条 (大阪市)
九条（くじょう）は、大阪府大阪市西区の地域名称。または、同地域中部の町名。現行行政地名は九条一丁目から九条三丁目。
本稿ではかつて存在した西成郡九条村（くじょうむら）についても述べる。

## 地理
現行町名の九条は東は千代崎、南は九条南、西は安治川、北は本田（ほんでん）に隣接し、九条南は東は千代崎、南は境川、西は安治川（町名）、北は九条に隣接する。東をみなと通、中央を中央大通が縦断し、中央大通の九条2交差点付近に九条駅がある。

## 歴史
上町台地から西部に位置し、元は淀川の河口に蓋をするような大きな中洲があり、南浦と呼ばれていた。南浦は現在の西区本田・九条・九条南・安治川・境川・川口(旧古川以南)・千代崎の北西部、此花区西九条の大半などに相当する。
1619年（元和5年）に南浦の北東端に大坂船手の組屋敷・与力屋敷・同心屋敷が置かれた。1624年（寛永元年）には土豪の池山新兵衛の協力を得た幕府役人の香西晢雲によって住宅・墾田開発が計画された。なお、開発主体については米屋弥右衛門など12名との説もある。幕府儒官の林羅山によって衢壌島（くじょうじま）と名付けられたが、1674年（延宝2年）の洪水の際に九条家の木笏が漂着したことから九条島の表記に改められたとの伝承がある。また、村名も当初は九条島村と呼ばれた。
寛永元年の開発は九条島に近接するもう一つの中洲でも同時並行で行われた。こちらの中州には開発時に四貫文で買い取られたことから四貫島と名付けられたとの伝承があるが、この開発によって九条村の支郷扱いだった中釜村が四貫島村と改称の上、九条村から分離している。
九条島は河流・航行の妨げとなっており、1684年（貞享元年）から1687年（貞享4年）にかけて、淀川水系の河川改修を幕府から命じられた河村瑞賢によって安治川の開削工事が行われ、九条島が2つに割られた。以降、安治川左岸が九条村、右岸が西九条村と呼ばれるようになった。また、安治川沿いでは新地開発が行われ、1688年（元禄元年）に安治川新地9町（安治川上1〜2丁目・安治川北1〜3丁目・安治川南1〜4丁目）が成立し、大坂三郷に組み込まれた。このうち安治川南の東部が現在の西区安治川におおむね該当する。
安治川開削によって、大坂市街への航行が可能になり、それまで伝法村が担っていた大坂の外港機能は衰退し、どちらも四貫島に設けられていた大坂船手の船奉行所は九条村の北東端へ、船番所は安治川北1丁目へ移転するなど大きく変容した。
安治川と並び、大阪湾から大坂市街へ遡上する二大航路の一つである木津川沿いも、船手組屋敷の南側に戎島町（のち「戎」の字の使用が禁止されたため梅本町に改称）、尻無川左岸の寺島に木津川町・九条村町・寺島町と市街化していた。1773年（安永2年）には九条村の葭原仁右衛門によって、寺島の南に広がる芦原で新田開発が行われ、岩崎新田が成立した。
1942年8月から9月にかけ梅本町一帯でデング熱が流行。一時的に増えた南方帰り人から伝播したものと推定された。死者は出なかった。

### 沿革
- 1868年（慶応3年） 大坂船手の船番所・船蔵・組屋敷跡地が川口外国人居留地となる。
- 1869年（明治2年）松島遊廓を開設に伴い 松島町に再編される。津川町・九条村町・寺島町を含む寺島が松島町となり、大阪西大組へ編入される。
- 1873年（明治6年） 大坂船手の与力屋敷・同心屋敷跡地が梅本町に編入され、梅本町（字1丁目）が梅本一番町〜三番町となり、さらに本田一番町〜三番町に改称。また、梅本町（字2丁目）・本田三番町・古川町に隣接する地域が本田通1〜3丁目となり、大阪西大組へ編入される。
- 1889年（明治22年）4月1日 町村制施行により、西成郡九条村・岩崎新田が合併して、西成郡九条村が発足。大字九条に村役場を設置。
  - 西九条村は同郡川北村大字西九条となる。
- 1897年（明治30年）4月1日 大阪市第1次市域拡張により、西区へ編入される。

昭和太平洋戦争で焼け野原になり、終戦後
かつては同じ九条村だった九条南 千代崎から松島遊廓は九条等へ移転をする。

### 町名の変遷
- 1900年（明治33年） 西区九条大字九条を九条町に改称。
- 1912年（明治45年） 九条町を九条北通・九条通・九条中通・九条南通に改編。
- 1925年（大正14年） 新設の港区へ転属。
- 1943年（昭和18年） 区の境界変更により西区へ転属。
- 1963年（昭和38年） 九条の現行行政地名を実施。
- 1964年（昭和39年） 九条北通・九条中通・九条南通の町名が消滅。
- 1977年（昭和52年） 九条の現行行政地名を実施。九条通の町名が消滅。

## 世帯数と人口
2019年（平成31年）3月31日現在の世帯数と人口は以下の通りである。
| 丁目       | 世帯数    | 人口    |
| ---------- | --------- | ------- |
| 九条一丁目 | 1,709世帯 | 2,608人 |
| 九条二丁目 | 957世帯   | 1,746人 |
| 九条三丁目 | 757世帯   | 1,380人 |
| 計         | 3,423世帯 | 5,734人 |

### 人口の変遷
国勢調査による人口の推移。
| 1995年（平成7年）  | 5,906人 | [ 6 ]  |  |
| 2000年（平成12年） | 5,876人 | [ 7 ]  |  |
| 2005年（平成17年） | 6,085人 | [ 8 ]  |  |
| 2010年（平成22年） | 5,657人 | [ 9 ]  |  |
| 2015年（平成27年） | 5,693人 | [ 10 ] |  |

### 世帯数の変遷
国勢調査による世帯数の推移。
| 1995年（平成7年）  | 2,478世帯 | [ 6 ]  |  |
| 2000年（平成12年） | 2,690世帯 | [ 7 ]  |  |
| 2005年（平成17年） | 3,158世帯 | [ 8 ]  |  |
| 2010年（平成22年） | 2,979世帯 | [ 9 ]  |  |
| 2015年（平成27年） | 3,090世帯 | [ 10 ] |  |

## 学区
市立小・中学校に通う場合、学区は以下の通りとなる。なお、小学校・中学校入学時に学校選択制度を導入しており、通学区域もしくは隣接する校区の小学校・中学校から選択することも可能。
| 丁目       | 番       | 小学校               | 中学校           |
| ---------- | -------- | -------------------- | ---------------- |
| 九条一丁目 | 25〜29番 | 大阪市立九条南小学校 | 大阪市立西中学校 |
| 九条一丁目 | 1〜24番  | 大阪市立九条東小学校 | 大阪市立西中学校 |
| 九条二丁目 | 全域     | 大阪市立九条東小学校 | 大阪市立西中学校 |
| 九条三丁目 | 1〜8番   | 大阪市立九条東小学校 | 大阪市立西中学校 |
| 九条三丁目 | 9〜29番  | 大阪市立九条北小学校 | 大阪市立西中学校 |

## 事業所
2016年（平成28年）現在の経済センサス調査による事業所数と従業員数は以下の通りである。
| 丁目       | 事業所数  | 従業員数 |
| ---------- | --------- | -------- |
| 九条一丁目 | 316事業所 | 2,481人  |
| 九条二丁目 | 124事業所 | 466人    |
| 九条三丁目 | 80事業所  | 295人    |
| 計         | 520事業所 | 3,242人  |

## 施設
- 大阪府西警察署
- 大阪市立九条東小学校
- 茨住吉神社

### かつて存在した施設
- 九条OS

## 交通

### 鉄道
- Osaka Metro中央線・阪神なんば線 九条駅

### 道路
高速道路
- 阪神高速16号大阪港線 九条出口・本田入口

国道
- 国道172号（みなと通）

主要地方道
- 中央大通

## 出身者
- 新田尚 - 気象学者
- 武田雅治 - ミュージシャン
- 谷井等 - シナジーマーケティング創業者
- 谺春香 - 宝塚歌劇団団員

## その他

### 日本郵便
- 〒550-0027[3]（集配局：大阪西郵便局[13]）